# Agrius godarti
Agrius godarti este o specie de molie din familia Sphingidae care poate fi întâlnită în jumătatea nordică a Australiei, incluzând Queensland și New South Wales. 
Are o anvergură de aproximativ 80 mm. Este similară cu Agrius convolvuli, dar prezintă dimorfism sexual.